# 佩里格主教座堂
佩里格圣弗龙主教座堂（法语: Cathédrale Saint-Front de Périgueux）是天主教佩里格教区的主教座堂，位于法国佩里格。该处的教堂最早可追溯到4-5世纪，自1669年成为主教座堂，供奉佩里格第一任主教圣弗龙。前任主教座堂供奉圣斯德望(法语: Cathédrale Saint-Étienne-de-la-Cité de Périgueux)。
976年在此修建圣弗龙修道院，于1047年祝圣。其唱经楼内有圣弗龙墓。
圣弗龙主教座堂位于佩里格的中心，1840年列为法国历史古迹。1852-1895年由建筑师保罗·阿巴迪重建，仅仅保留了12世纪的钟楼和地下圣堂。
1998年，该堂作为法国圣雅各伯朝圣之路的一部分列为世界遗产。

## 建筑
圣弗龙主教座堂的设计模仿了威尼斯圣马尔谷圣殿，希腊十字平面，有5个穹顶。